# 키미 메이스너
킴벌리 클라이레 "키미" 메이스너(영어: Kimberly Claire "Kimmie" Meissner, 1989년 10월 4일 ~ )는 미국의 피겨 스케이팅 선수이다. 그녀는 2006년 세계 선수권 대회와 2007년 4대륙 선수권 대회에서 우승했다. 그녀는 2007년 전미국 선수권 대회에서 우승했다.
2005년에 메이스너는 국내 대회에서 트리플 악셀 점프를 착지한 2번째 미국 여자 선수가 되었다. 그녀는 2006년 올림픽 대표팀의 일원이었고 그 대회에 출전한 최연소 미국 운동 선수였다. 그녀는 2006년 2월에 올림픽에서 6위를 했고 다음달 세계 선수권 대회에서 우승했다.

## 생애
킴벌리 메이스너는 메릴랜드주 토우슨에서 태어났다. 그녀는 카톨릭 신자이다.

## 참조
1. ↑  “[사진] 메이스너, 피겨 세계선수권 우승”. 중앙일보. 2006년 3월 27일.